# Публий Рутилий (трибун 136 пр.н.е.)
Публий Рутилий (на латински: Publius Rutilius) е политик на Римската република през втората половина на 2 век пр.н.е. Произлиза от фамилията Рутилии.
През 136 пр.н.е. той е народен трибун. Консулите тази година са Луций Фурий Фил и Секст Атилий Серан. Той нарежда изгонването от Сената на Гай Хостилий Манцин, заради непреименливия договор (foedus), който сключил през 137 пр.н.е. с град Нуманция в Близка Испания.